# Crown Point (Indiana)
Crown Point is een plaats (city) in de Amerikaanse staat Indiana, en valt bestuurlijk gezien onder Lake County.

## Demografie
Bij de volkstelling in 2000 werd het aantal inwoners vastgesteld op 19.806.
In 2006 is het aantal inwoners door het United States Census Bureau geschat op 23.493, een stijging van 3687 (18,6%).

## Geografie
Volgens het United States Census Bureau beslaat de plaats een oppervlakte van
43,0 km², geheel bestaande uit land. Crown Point ligt op ongeveer 223 m boven zeeniveau.

## Plaatsen in de nabije omgeving
De onderstaande figuur toont nabijgelegen plaatsen in een straal van 12 km rond Crown Point.

## Geboren
- Jerry Ross (1948), astronaut